# 中島源太郎
中島源太郎（1929年2月11日—1992年2月7日）是日本電影製作人、政治人物，曾任文部大臣。中島知久平之子。

## 作品
- 宇宙人（1956年）